# Bylica polna
Bylica polna (Artemisia campestris L.) – gatunek rośliny z rodziny astrowatych. Dawniej roślina ta nazywana była również trzeszczykiem. Jest szeroko rozprzestrzeniona na półkuli północnej. Rośnie dziko na znacznych obszarach Ameryki Północnej, w całej niemal Europie, w Afryce Północnej (Algieria, Libia, Tunezja i Maroko) oraz w Azji (Syberia, Kaukaz, Kazachstan, Turcja). W Polsce jest gatunkiem bardzo pospolitym.

## Morfologia

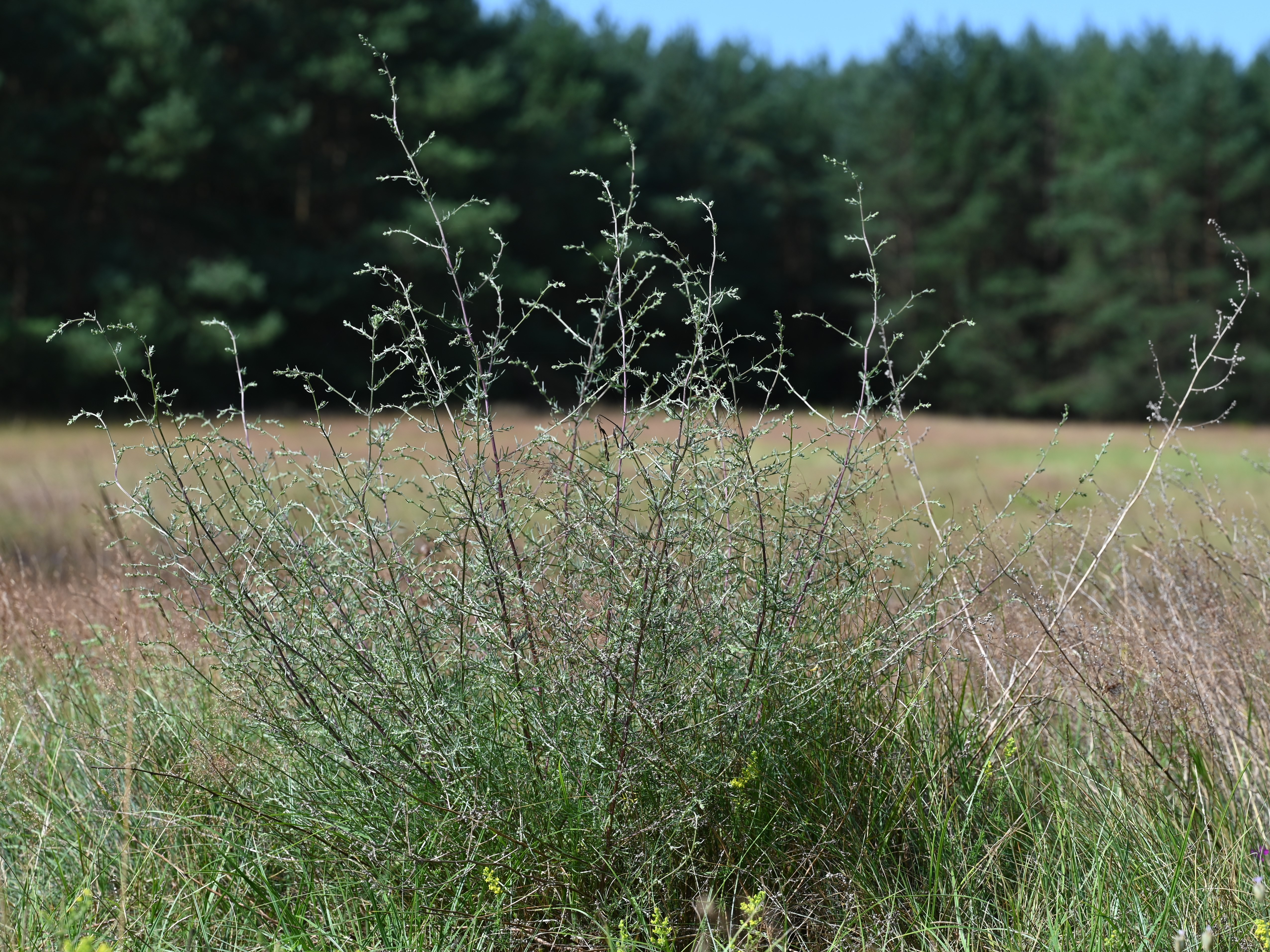
Pokrój

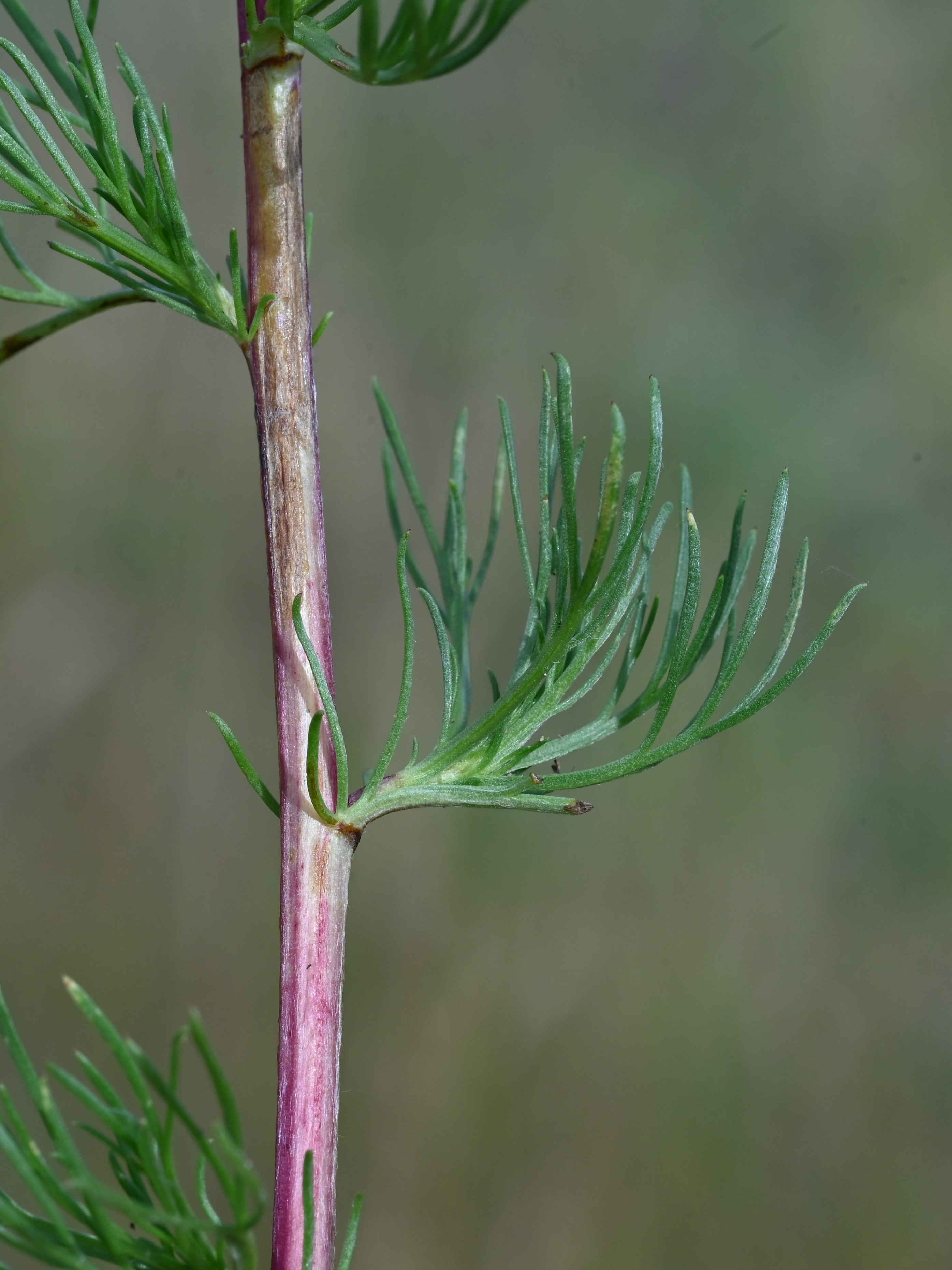
Łodyga i liście

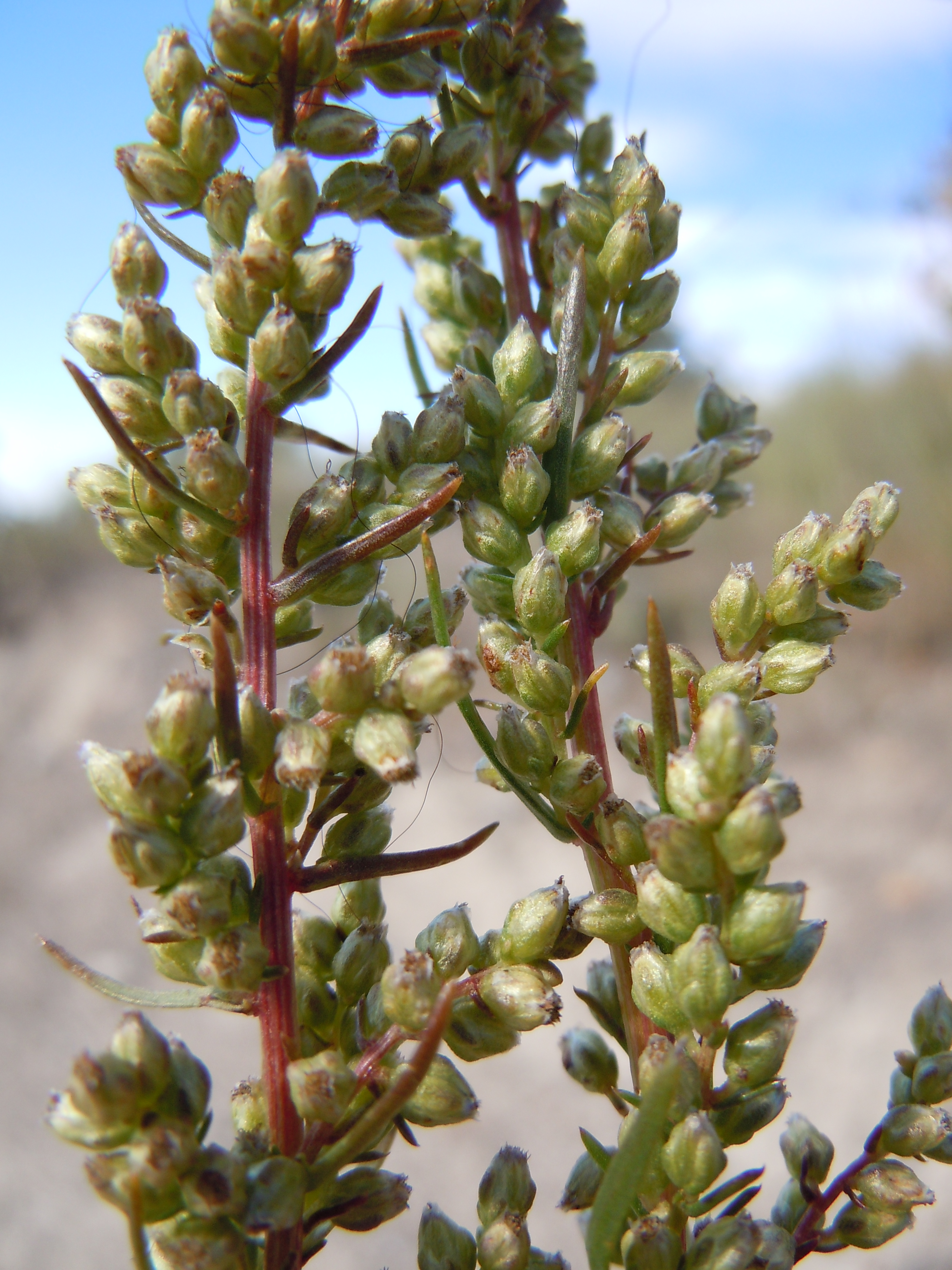
Koszyczki kwiatowe

ŁodygaSilnie rozgałęziona, wzniesiona lub pokładająca się, o wysokości do 80 (100) cm. Tylko młode rośliny są owłosione, później są nagie. Jest różnie wybarwiona, może być zielona, żółtawa lub ciemnopurpurowa. Pod ziemią zdrewniałe kłącze. Roślina wytwarza także ulistnione rozłogi.
LiściePierzastodzielne, z wierzchu ciemnozielone, od spodu białawe i filcowate. Składają się z odcinków o szerokości do 1,5 mm. W nasadzie posiadają wyraźne uszka lub pierzaste łatki. W czasie kwitnienia występują jeszcze liście odziomkowe.
KwiatyZebrane w liczne, drobne i jajowate koszyczki o długości do 3 mm. Okrywa złożona z dwóch rzędów listków. Listki zewnętrzne jajowate, zielone, wewnętrzne podługowate i szeroko obłonione. Dno koszyczka nagie. Wszystkie kwiaty rurkowate. Na brzegach koszyczka występują czerwonobrunatne kwiaty żeńskie, w środku obupłciowe.
OwocOdwrotnie jajowata, brunatna, błyszcząca i podłużnie marszczona niełupka o długości do 1,2 mm.

## Biologia i ekologia
RozwójPółkrzew, chamefit. Kwitnie od lipca do września. Przedprątne kwiaty nie posiadają miodników i są wiatropylne. Nie wydziela zapachu charakterystycznego dla wielu innych gatunków bylic.
Roślina trującaW większych ilościach ma własności trujące.
Roślina alergennaWysokie stężenia ziaren pyłku bylicy polnej notowane są w Polsce w drugiej połowie sierpnia, szczególnie na terenach podmiejskich i wiejskich. W centrach dużych miast Polski ziarna pyłku bylicy polnej rejestrowane są sporadycznie.
GenetykaLiczba chromosomów 2n= 36.
SiedliskoPodgatunek typowy występuje na suchych murawach kserotermicznych i napiaskowych, w borach i na polanach, także na siedliskach ruderalnych – na przydrożach, miedzach, zrębach, nieużytkach. W klasyfikacji zbiorowisk roślinnych gatunek charakterystyczny dla klasy (Cl.) Festuco-Brometea. Podgatunek sericea rośnie na piaskach nadmorskich – na wydmach i klifach.
Oddziaływania międzygatunkoweW łodydze żeruje larwa muchówki  Oxyna parietina. Na pędach pasożytuje  grzyb Golovinomyces artemisiae powodujący chorobę zwaną mączniakiem prawdziwym.

## Zmienność
Gatunek jest bardzo zmienny pod względem owłosienia, pokroju, wielkości koszyczków. Wyróżnianych jest 13 podgatunków:
- Artemisia campestris subsp. alpina (DC.) Arcang.
- Artemisia campestris subsp. borealis (Pall.) H.M.Hall & Clem.
- Artemisia campestris subsp. bottnica Lundstr. ex Kindb.
- Artemisia campestris subsp. campestris – podgatunek nominatywny ma wcześnie łysiejące, zwykle ciemnoczerwone łodygi i liście o łatkach szerokości do 1 mm oraz nagie koszyczki[6].
- Artemisia campestris subsp. canadensis (Michx.) Scoggan
- Artemisia campestris subsp. caudata (Michx.) H.M.Hall & Clem.
- Artemisia campestris subsp. cinerea Le Houér.
- Artemisia campestris subsp. glutinosa (J.Gay ex Besser) Batt.
- Artemisia campestris subsp. lednicensis (Spreng.) Greuter & Raab-Straube
- Artemisia campestris subsp. lempergii Sennen
- Artemisia campestris subsp. pacifica (Nutt.) H.M.Hall & Clem.
- Artemisia campestris subsp. sericea (Fr.) Lemke & Rothm. – podgatunek nadmorski, spotykany na wydmach. Ma łodygę, liście i koszyczki trwale srebrzystoszaro owłosione[6]. Silne owłosienie hamuje transpirację, dzięki czemu ułatwia bylicy piasków nadmorskich gospodarkę wodną. Odmianę nadmorską przed nadmierną utratą wody chroni ponadto cienka warstwa wosku, pokrywająca często ich liście i pędy. Warstwa wosku nadaje tej odmianie lekko niebieskawe zabarwienie[12].
- Artemisia campestris subsp. variabilis (Ten.) Greuter

Wyróżniany we Florze Polskiej podgatunek Artemisia campestris subsp. inodora Nyman wymieniany z Ukrainy uznawany jest za synonim Artemisia marschalliana var. marschalliana.

## Zastosowanie
Bylica polna nie znajduje zastosowania w lecznictwie, jak inne spokrewnione z nią gatunki (bylica piołun, bylica pospolita, bylica draganek, bylica boże drzewko). U Indian z plemienia Czarnych Stóp była używana do wywoływania poronień, zaś Indianie Navaho jedli jej zmielone nasiona.